# الخزجة (العدين)

تعديل مصدري - تعديل

الخزجة محلة تابعة لقرية النجادي، التابعة لعزلة بلاد المليكي بمديرية العدين إحدى مديريات محافظة إب في الجمهورية اليمنية.، بلغ تعداد سكانها 294 حسب تعداد اليمن لعام 2004.